# Epiplema costilinea
Epiplema costilinea är en fjärilsart som beskrevs av James John Joicey och Talbot 1921. Epiplema costilinea ingår i släktet Epiplema och familjen Uraniidae. Inga underarter finns listade i Catalogue of Life.